# Zihlschlacht-Sitterdorf
Zihlschlacht-Sitterdorf es una comuna suiza del cantón de Turgovia, situada en el distrito de Weinfelden. Limita al norte con las comunas de Erlen y Amriswil, al este con Muolen (SG), al sur con Hauptwil-Gottshaus y Bischofszell, y al oeste con Hohentannen.
Hasta el 31 de diciembre de 2010 situada en el distrito de Bischofszell.

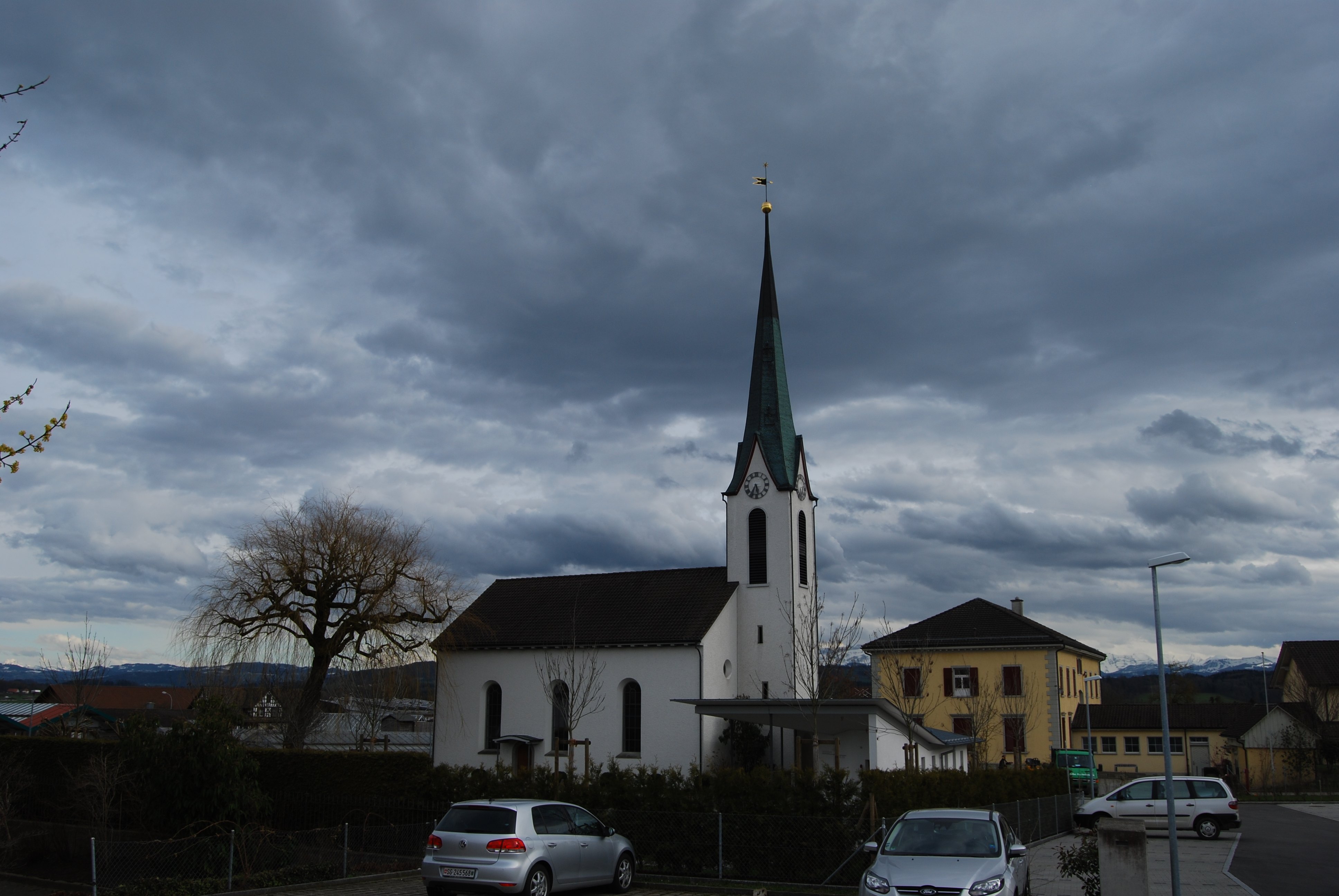
Zihlschlacht

## Transporte
Existe una estación en Sitterdorf donde efectúan parada trenes de cercanías de una línea de la red S-Bahn Zúrich.